# Tebec (Umán)
Tebec es una población del municipio de Umán en el estado de Yucatán localizado en el sureste de México.

## Toponimia
El nombre (Tebec)  proviene del idioma maya significando lugar de los robles (árboles).

## Hechos históricos
- En 1940 cambia de nombre de Tebec a Tobec.
- En 1950 cambia a Tebec.

## Demografía
Según el censo de 2005 realizado por el INEGI, la población de la localidad era de 459 habitantes, de los cuales 245 eran hombres y 214 eran mujeres.
| 154                         | 222 | 275 | 271 | 238 | 278 | 287 | 335 | 395 | 398 | 426 | 416 | 459 |
| (Fuente: INEGI [Consultar]) |     |     |     |     |     |     |     |     |     |     |     |     |

## Galería

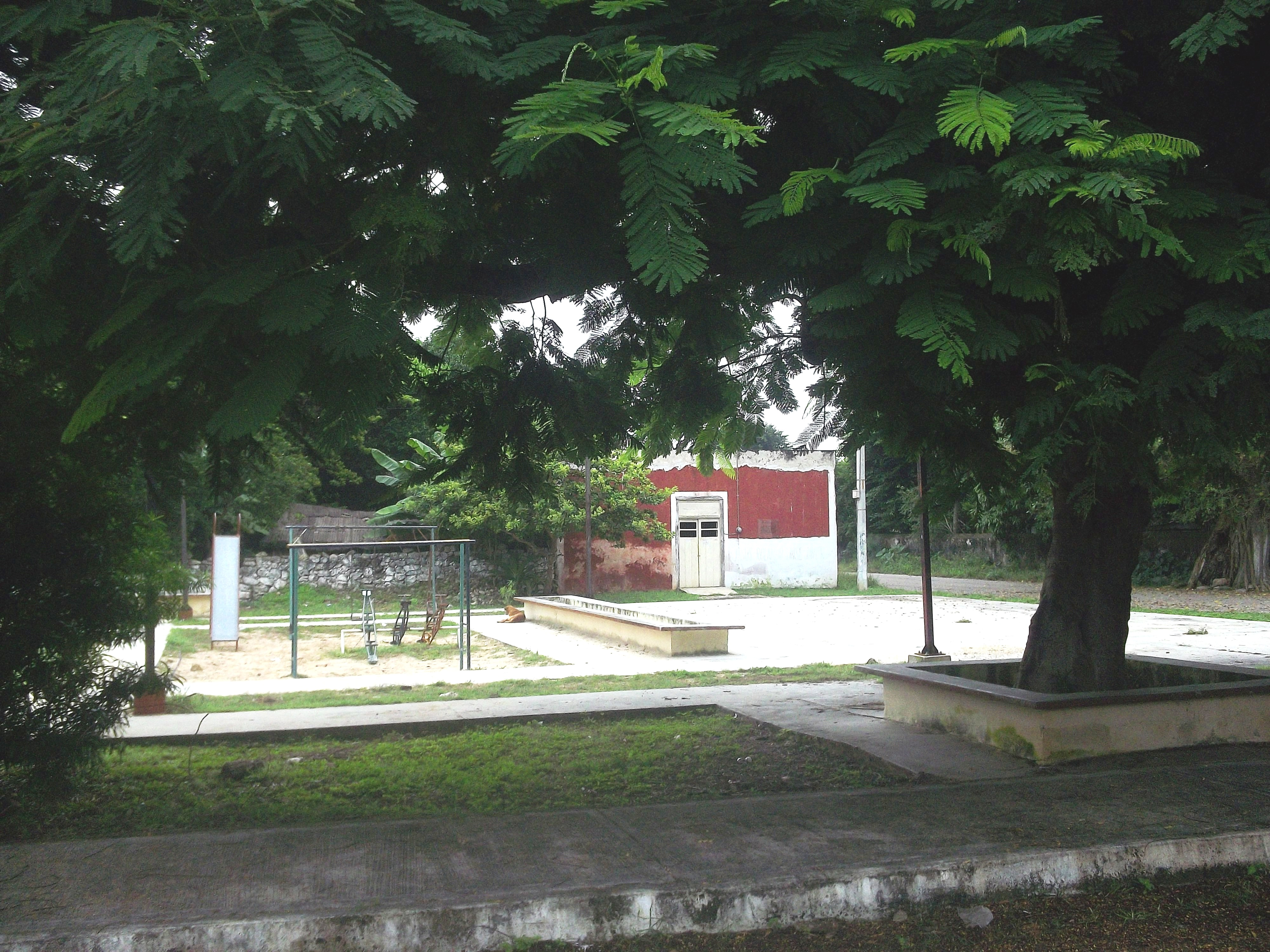
Parque principal.
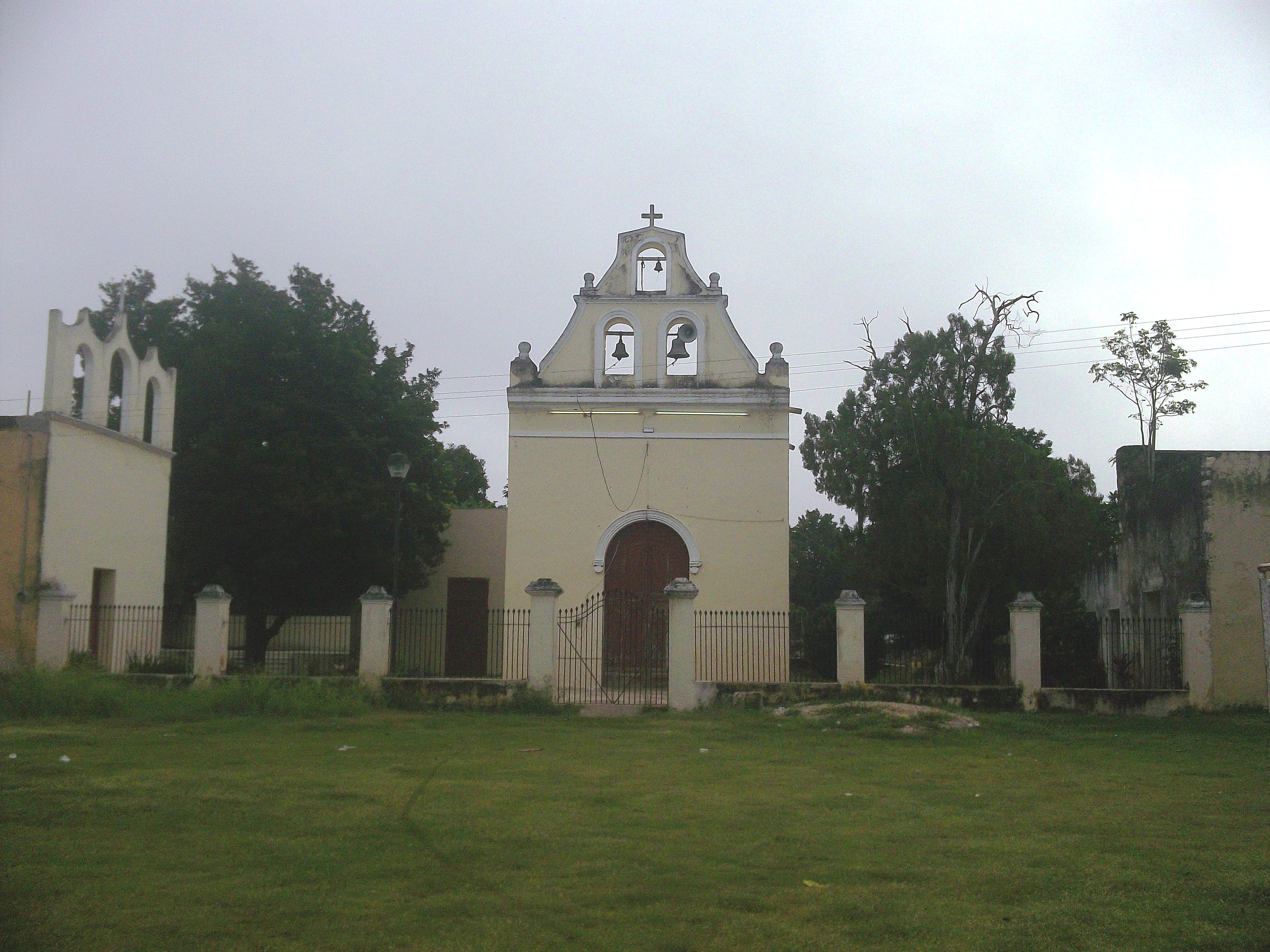
Iglesia.
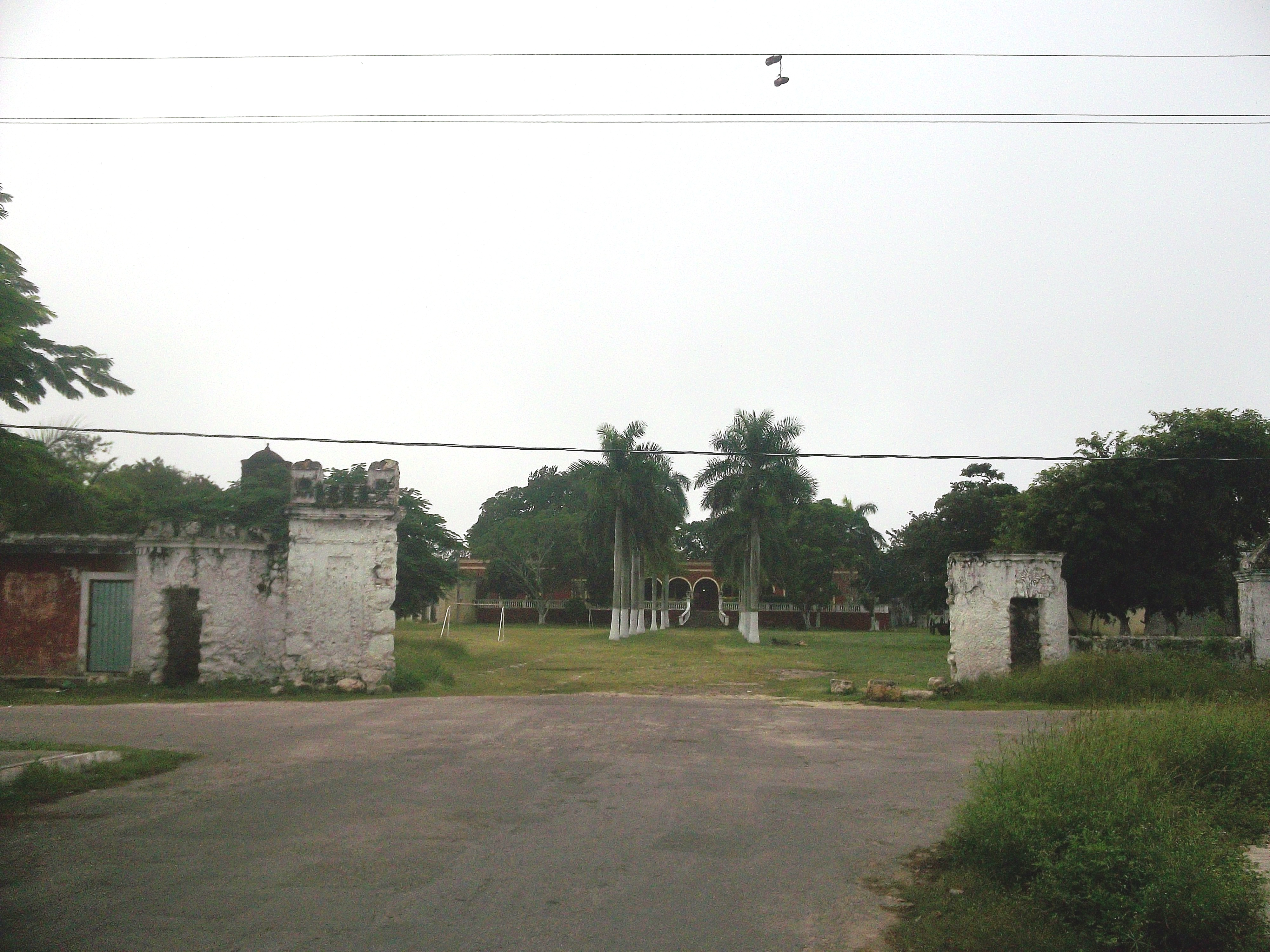
Hacienda.
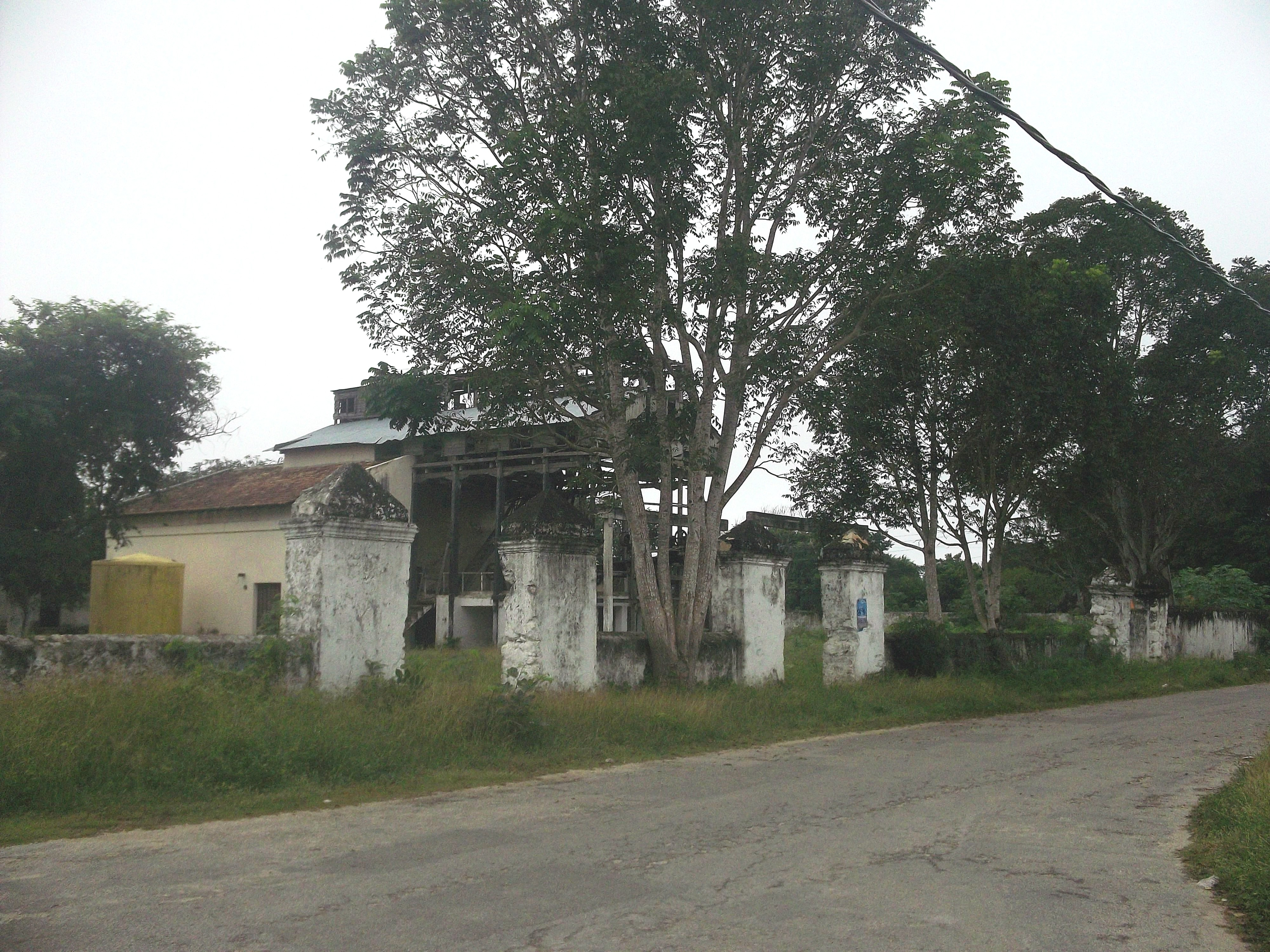
Hacienda.
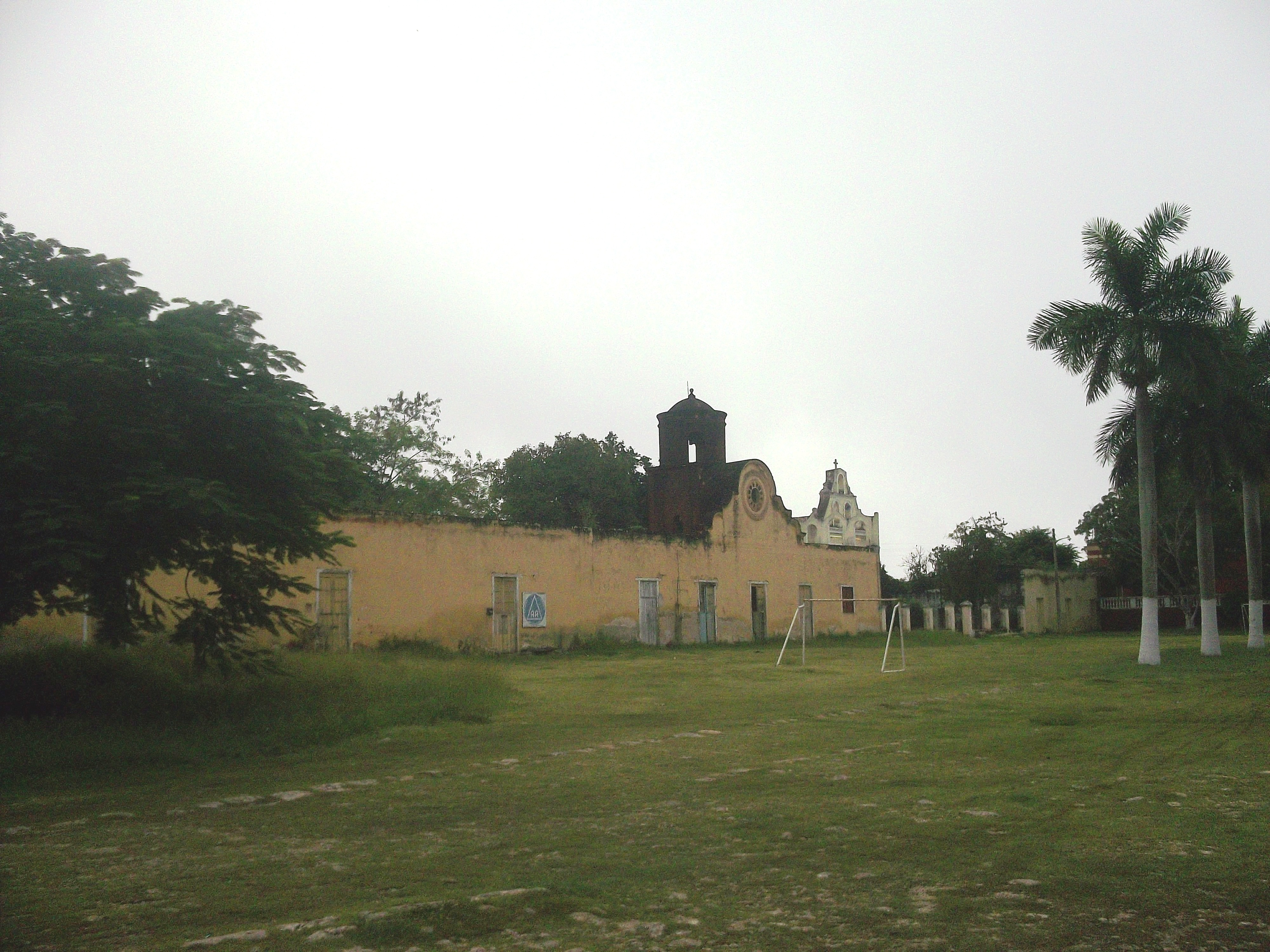
Hacienda.
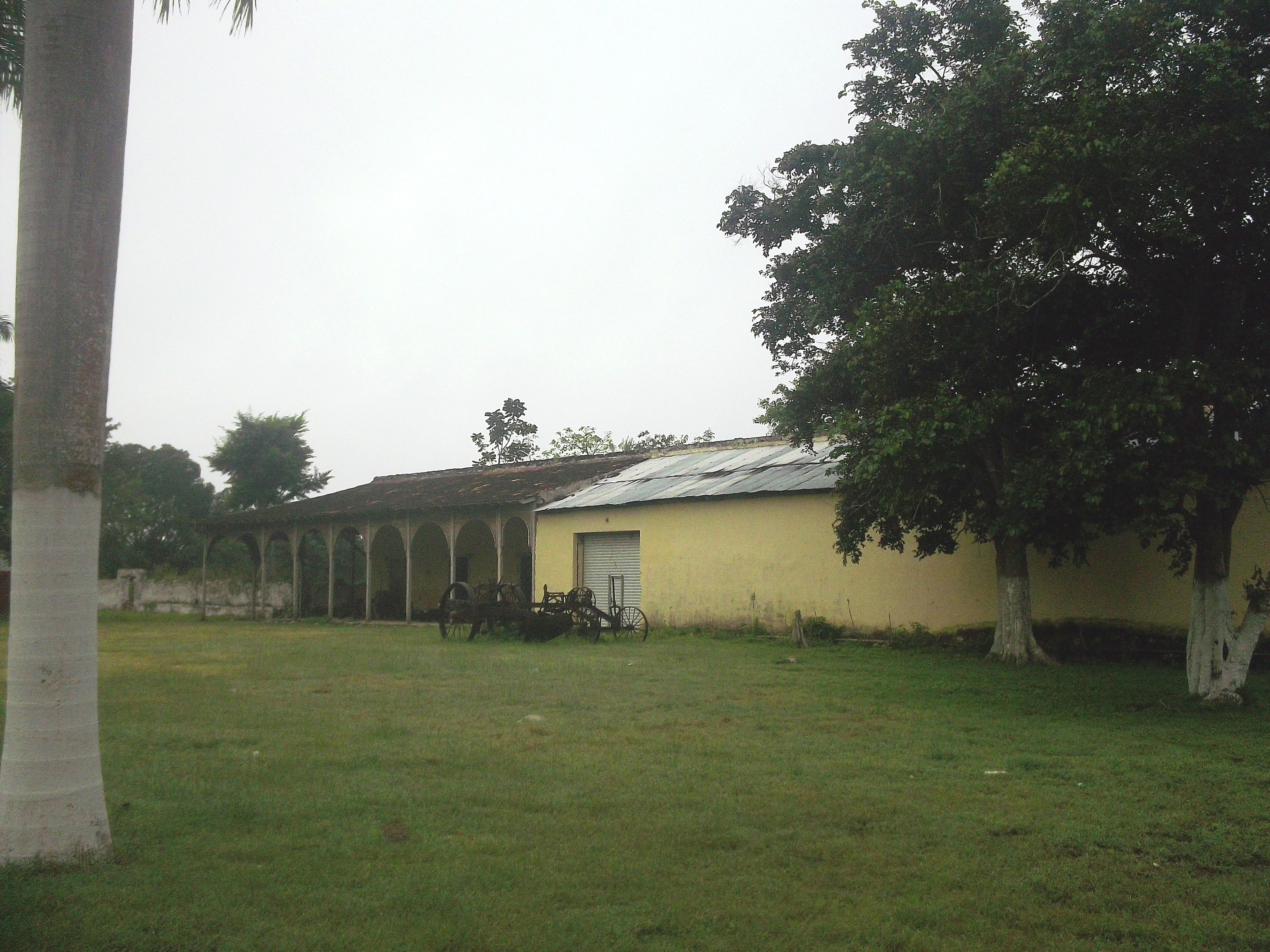
Hacienda.
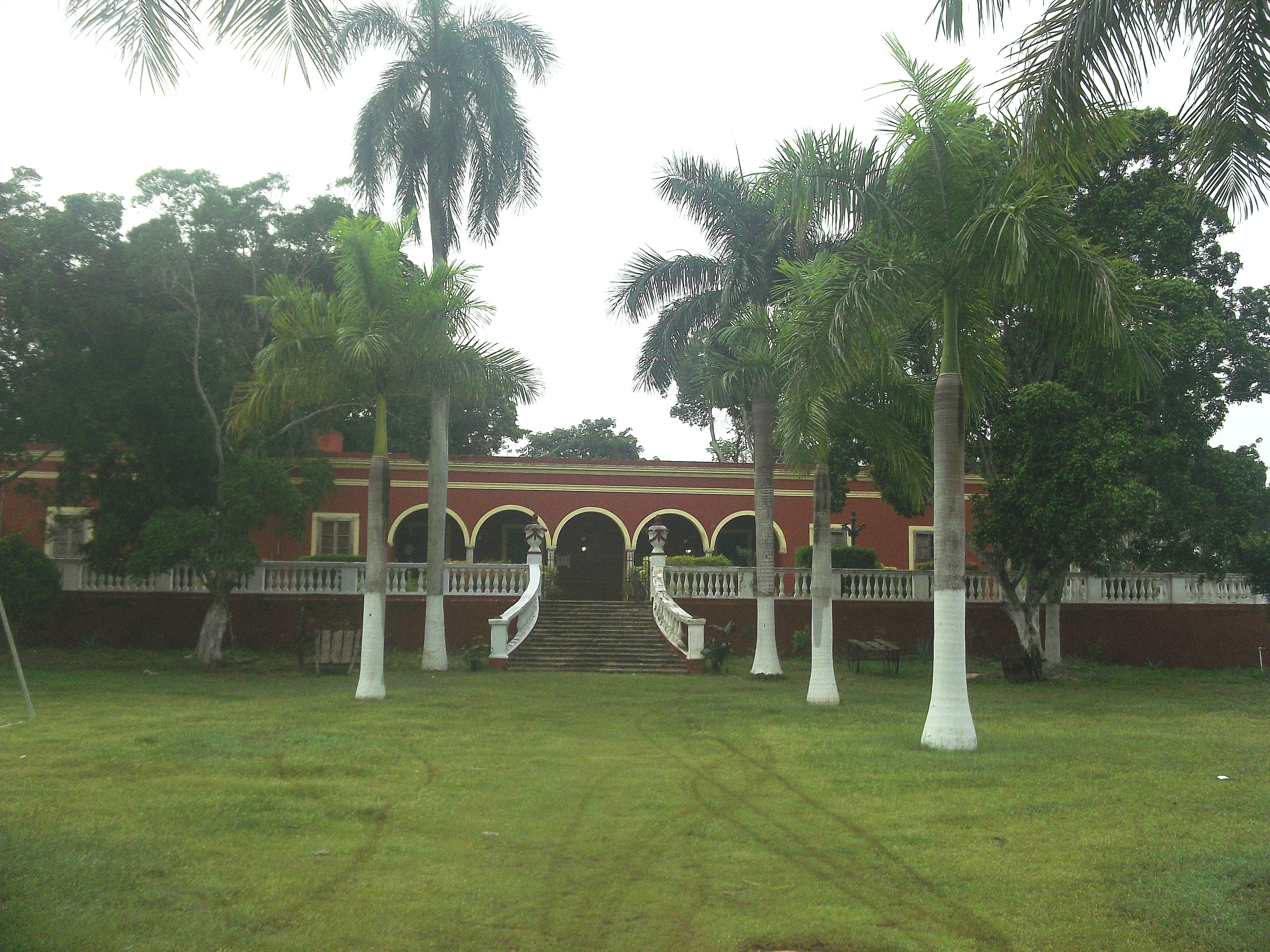
Hacienda.
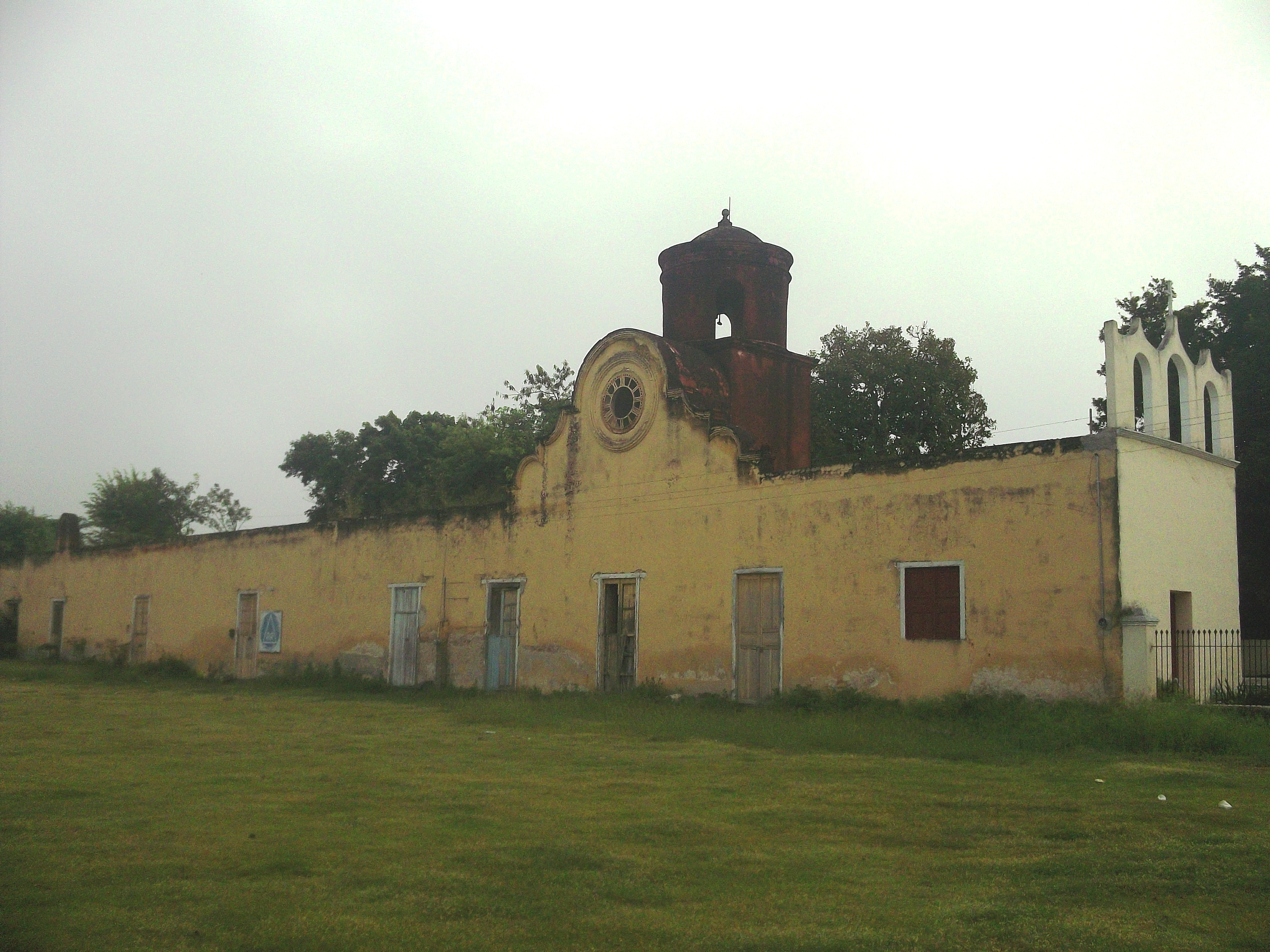
Hacienda.
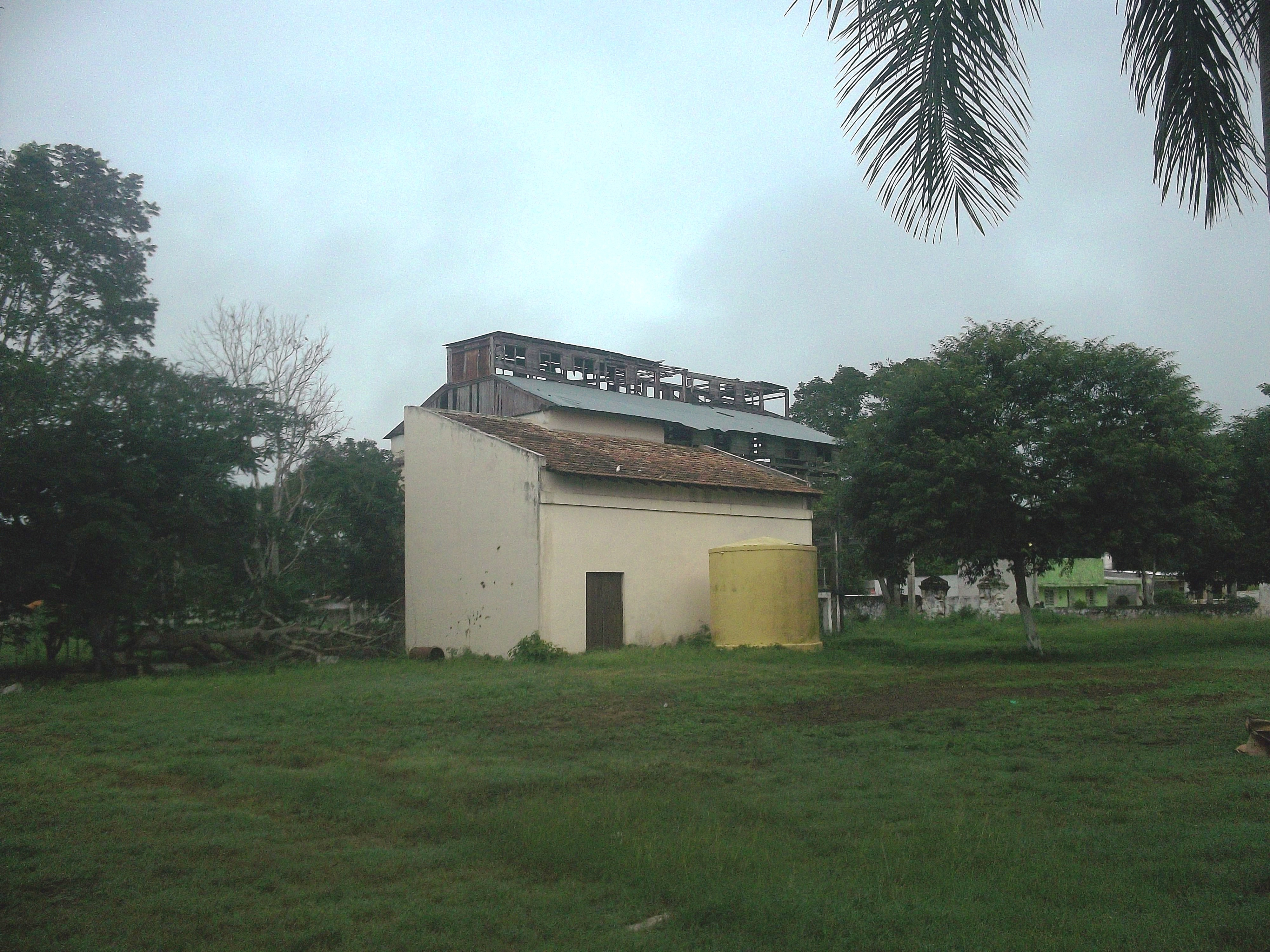
Hacienda.